# روزماري روجرز
روزماري روجرز (بالإنجليزية: Rosemary Rogers)‏ (7 ديسمبر 1932 في سريلانكا)؛ كاتِبة وروائية سريلانكية-أمريكية-بريطانية.